# Sphaerodactylus kirbyi
Sphaerodactylus kirbyi este o specie de șopârle din genul Sphaerodactylus, familia Gekkonidae, descrisă de Lazell 1994. A fost clasificată de IUCN ca specie vulnerabilă. Conform Catalogue of Life specia Sphaerodactylus kirbyi nu are subspecii cunoscute.